# Sławomir Strumiło
Sławomir Strumiło (ur. 1946 w Słobódce k.Ostrowca) – polski biochemik, doktor habilitowany nauk biologicznych, profesor.

## Życiorys
W roku 1963 ukończył z wyróżnieniem szkołę średnią w Ostrowcu. W roku 1969 zdobył dyplom lekarza na Akademii Medycznej w Grodnie. Po studiach odbył zasadniczą służbę wojskową w Armii Radzieckiej przy granicy z Chinami w obwodzie Amurskim, następnie pracował jako lekarz w poradni medycyny sportowej w Grodnie. W roku 1971 podjął pracę badawczą w Instytucie Biochemii Akademii Nauk Białorusi. Obronił rozprawę doktorską pt. „Interakcje witamin B1 i PP w regulacji enzymów szlaku pentozofosforanowego przy różnych stanach hormonalnych” w Instytucie Eksperymentalnej i Klinicznej Medycyny w Wilnie (1975 r.). Habilitował się w roku 1986 na Uniwersytecie w Sankt Petersburgu. W latach 1988–1991 pracował na stanowisku kierownika Katedry Biochemii na Uniwersytecie Grodzieńskim. Brał udział w działalności Związku Polaków na Białorusi, był członkiem zarządu Polskiego Stowarzyszenia Kulturalno-oświatowego. W latach 1989–1991 pełnił funkcję przewodniczącego Komitetu Pamięci Adama Mickiewicza. 
W roku 1991 repatriował z rodziną do Polski. Pracował na stanowisku profesora zwyczajnego i kierownika Zakładu Cytobiochemii w Instytucie Biologii Uniwersytetu w Białymstoku. W trakcie swojej pracy był wielokrotnie nagradzany przez studentów Wydziału Biologiczno-Chemicznego UwB statuetkami „Żaka” dla najlepszego wykładowcy. Wypromował 6 doktorów i ponad 100 magistrów. Opublikował ponad 100 artykułów naukowych głównie na temat mechanizmów regulacji aktywności enzymów. Wydał monografię o wieloenzymatycznych kompleksach „Witaminozależne enzymy nadnerczy” (Nauka i technika, Mińsk, 1988, w języku rosyjskim) oraz podręcznik dla studentów (wspólnie z A. Tylickim) „Enzymologia: podstawy” (Wydawnictwo PWN, Warszawa 2020). Od 2017 roku jest na emeryturze. 
Został odznaczony Medalem Komisji Edukacji Narodowej (2012) i Złotym Krzyżem Zasługi (2015). 

## Życie prywatne
Jego rodzicami byli Bronisława z domu Szabłowińska i Aleksander Strumiło. Ma brata Władysława i dwójkę dzieci – córkę Julię i zmarłego syna Edwarda.